# Pudore
Il pudore, o anche la pudicizia, è un'attitudine dell'individuo dettata da un sentimento di riserbo, discrezione e intimità, che evita di ostentare o esprimere ciò che può contrastare con la morale o i codici sociali. È legato alla relazione con l'altro, regolata da regole di comportamento vigenti in una determinata società e, nel caso della civiltà occidentale, ciò attiene prevalentemente al corpo ed alla sessualità.

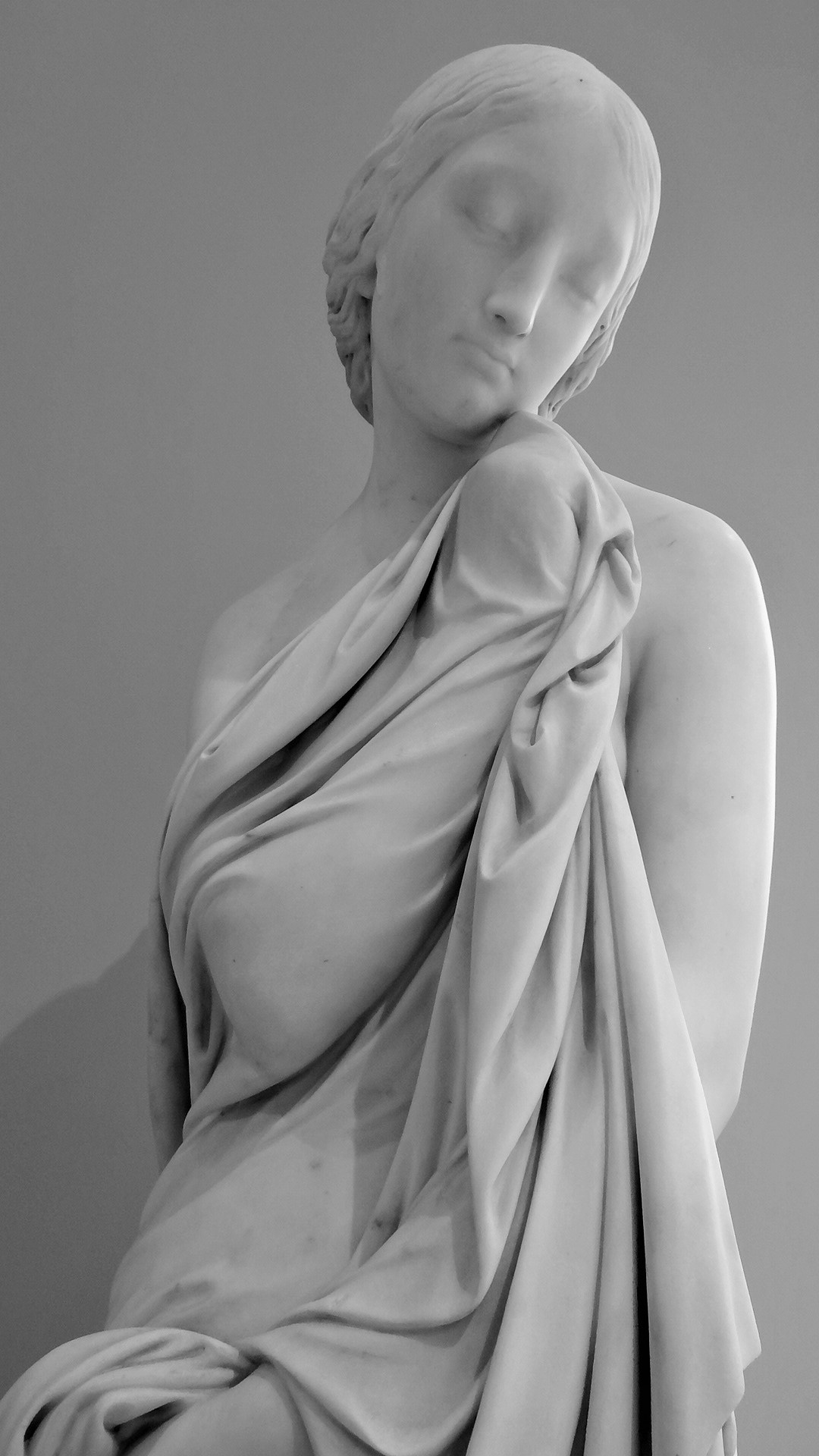
Pudore, statua in marmo di una donna parzialmente drappeggiata, ad opera di Jean-Louis Jaley (1875)

Si differenzia dalla decenza, che obbedisce a codici di condotta esteriori, perché il pudore - limitando l'esibizione del corpo o la dimostrazione di emozioni - determina una reazione interiore al soggetto, quando percepisce che il limite è attraversato.

## Etimologia
Il termine pudore discende dal latino pudor (derivato di pudere, "aver vergogna"), che esprimeva sentimenti di riserbo, ma anche di disagio o avversione, nei confronti di atti, parole, allusioni, comportamenti. In tale accezione, appare simile all'impiego del sintagma greco aidôs, che univa il sentimento dell'onore, della modestia, del timore, del ritegno e del rispetto in un unico termine; anche a Roma, infatti, il pudore "fa parte dell'identità civica" e, insieme con la fides e la pietas, può essere espresso sia da uomini che da donne.
Nell'accezione che riguardava il genere femminile, il latino conosceva anche il sintagma pudicitia, rappresentato da un'apposita divinità (con la cui effigie nel 270 a.C. vennero coniate monete), titolare di templi nell'Urbe. Anche in questa declinazione, comunque, il bene tutelato era più ampio della mera sfera sessuale, estendendosi alla "difesa della dignità femminile", sia pure con riferimento alla sola matrona che, proprio in quanto tale, era
"fisicamente intangibile".
In un determinato utilizzo per metonimia, pure presente in tempi moderni, si possono rinvenire ancora tracce dell'antico utilizzo avulso dal riferimento corporeo.
Tommaso d'Aquino definisce la modestia come "umiltà, studio, temperanza nei movimenti esteriori e nel vestire".

## Nella morale religiosa

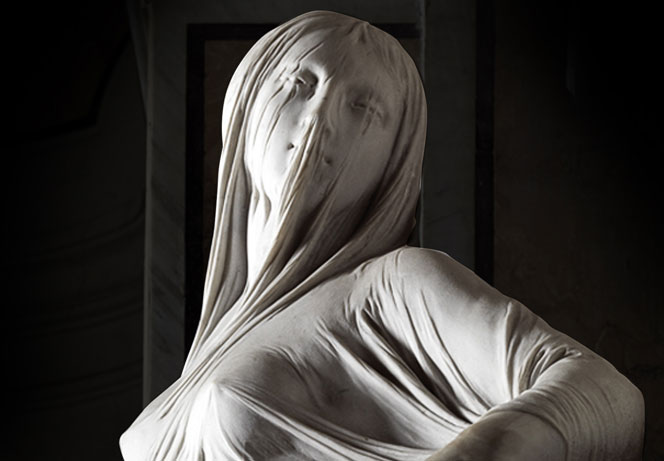
Pudicizia, scultura di Antonio Corradini (1752)

"La nudità dell'uomo e della donna può divenire la metafora visibile sia del loro incontro sia della loro vergogna", per cui il racconto della Genesi sulla nudità di Adamo ed Eva (§  3, 7) venne fatto oggetto, anche sotto questo profilo, delle riflessioni di sant'Agostino sull'origine del peccato originale. 
Se «Stendhal diceva che "la pudicizia è la madre dell'anima" e se C. L. Musatti ha detto che l'amore trova nel pudore la via migliore per proteggersi e isolarsi», è però vero che il dominio manifesto di desideri e piaceri, come resistenza allo svelamento e all'oggettivazione del corpo,  rivela le "pulsioni autentiche in cui si incarna l'uomo". In questo senso, se ne può far risalire una precettistica religiosa che è asseritamente volta a prevenire comportamenti antisociali.

## Nell'antropologia
Lucien Lévy-Bruhl ha per primo contestato la natura costante ed invariabile del pudore, collegandolo alle varie civilizzazioni succedutesi nella storia umana.
Successivamente, a partire dalle società melanesiane, Margaret Mead ha, anche sotto questo profilo, dimostrato che le differenze tra i sessi non sono solo biologiche, ma anche istituzionalizzate dalle società.
La rilevanza antropologica del pudore ne fa emergere anche le varie manifestazioni e deformazioni
, nonché i nodi psicopatologici. Eppure, per Maurice Merleau-Ponty,  "la stessa ragione che ci impedisce di ridurre l'esistenza a corpo o alla sessualità ci impedisce anche di ridurre la sessualità all'esistenza", visto che "il pudore, il desiderio, l'amore sono incomprensibili se si tratta l'uomo solo come un fascio d'istinti".

## Nella psicologia
Secondo Sigmund Freud, il pudore, il disgusto e la morale sono forze psichiche prodotte "da rimozioni estremamente energiche di alcune pulsioni" di desiderio che," sotto l'influsso dell'educazione", "si sono imposte" all'inizio della pubertà e della fase genitale, e che, "come custodi, vegliano su queste rimozioni".